# 布浦翼
布浦翼 （日语：／ Nunoura Tsubasa，1954年9月10日—），日本漫畫家。女性。出身於北海道旭川市。

## 經歷
小學5年級時，布浦翼被手塚治虫的《狼人傳說》所感動，決定成為漫畫家。
1975年，她以在《別冊少女FRIEND》上發表的《L'Orangeur》首次亮相。從那時起，她長期主要活躍在同一本雜誌上，但現在轉向女性和青年雜誌。代表作品主要以動物和兒童為主角短又簡短的喜劇漫畫，如《蹦蹦跳跳的仙太郎》、《酷妹當家》等。2015年，開始在《Mystery Bonita》2015年12月號連載一位書法老師和雙胞胎小貓故事的。

## 作品列表
- Wild Blue
- Sunday's Child（原作：水木杏子）
- 昭和銀狼傳
- 流浪家政婦 龍！
- 流浪派遣社員 阿龍！
- 蹦蹦跳跳的仙太郎（日语：ぴくぴく仙太郎）[2]
- 酷妹當家[3][4]
- 柴王
- 原諒我 親愛的
- （名木田惠子的小說插圖）

## 外部連結
- 布浦翼的X（前Twitter） （日語）